# Пороскія (комуна)
Пороскія (рум. Poroschia) — комуна у повіті Телеорман в Румунії. До складу комуни входять такі села (дані про населення за 2002 рік):
- Каломфірешть (1177 осіб)
- Пороскія (3513 осіб) — адміністративний центр комуни

Комуна розташована на відстані 80 км на південний захід від Бухареста, 3 км на південний схід від Александрії, 130 км на схід від Крайови.

## Населення
За даними перепису населення 2002 року у комуні проживали 4690 осіб.
Національний склад населення комуни:
| Національність | Кількість осіб | Відсоток |
| -------------- | -------------- | -------- |
| румуни         | 4450           | 94,9%    |
| цигани         | 240            | 5,1%     |

Рідною мовою назвали:
| Мова      | Кількість осіб | Відсоток |
| --------- | -------------- | -------- |
| румунська | 4675           | 99,7%    |
| циганська | 15             | 0,3%     |

Склад населення комуни за віросповіданням:
| Релігія        | Кількість осіб | Відсоток |
| -------------- | -------------- | -------- |
| православні    | 4489           | 95,7%    |
| адвентисти     | 156            | 3,3%     |
| бретрени       | 13             | 0,3%     |
| баптисти       | 11             | 0,2%     |
| п'ятдесятники  | 8              | 0,2%     |
| не релігійні   | 2              | < 0,1%   |
| греко-католики | 1              | < 0,1%   |
| атеїсти        | 1              | < 0,1%   |